# ميكائيل يوهانسون (لاعب هوكي جليد)
ميكائيل يوهانسون (بالسويدية: Mikael Johansson)‏ هو لاعب هوكي جليد سويدي، ولد في 27 يونيو 1985 في أرفيكا في السويد.

## وصلات خارجية
- ميكائيل يوهانسون على موقع دوري الهوكي الوطني (الإنجليزية)
- ميكائيل يوهانسون على موقع EliteProspects.com (الإنجليزية)
- ميكائيل يوهانسون على موقع Eurohockey.com (الإنجليزية)
- ميكائيل يوهانسون على موقع HockeyDB.com (الإنجليزية)